# إدواردو بروك
إدواردو بروك (بالبرتغالية: Eduardo Schroeder Brock‏) (6 مايو 1991 في البرازيل - ) هو لاعب كرة قدم برازيلي في مركز الدفاع.

## وصلات خارجية
- إدواردو بروك على موقع قاعدة بيانات كرة القدم.إي يو (الإنجليزية)
- إدواردو بروك على موقع Soccerway.com (الإنجليزية)